# Wildschweine (Franz Marc)
Wildschweine ist ein Gemälde von Franz Marc aus dem Jahr 1913. Es ist auch unter dem Namen Eber und Sau bekannt.

## Das Werk
Das Bild ist in Ölfarbe auf Pappe gemalt. Nachträglich wurde die Pappe auf Leinen aufgezogen.
Wir sehen zentral ein blaues Schwein. Genauer einen Eber, wegen der sichtbaren, in weiß gemalten Hauer. Der Kopf des Ebers ist mit deutlichem Pinselstrich nach rechts unten vom Schwein aus gedreht. Oberhalb des Ebers ist eine in orange/roten Tönen gehaltene Bache erkennbar. Unterhalb des Ebers sehen wir verschiedene Pflanzen in grün und gelb, in die sich Eber und Bache hinein gelegt haben. Das Auge des Ebers ist geschlossen und das Tier scheint zu schlafen.
Abgeschlossen wird das Bild oben links durch verschattetes Orangerot bis Violett und oben rechts durch eine Blattform. Angedeutete Halbkreislinien sowie teilovale Linien führen zu geometrischen Strukturen als Grundlage der Bildkomposition. Wenn wir jetzt mit etwas Abstand nochmals das gesamte Bild erfassen, wird die Abstrahierung der Tier- und Pflanzenkörper von der Naturform deutlich.
Tiere und Pflanzen sind Teile einer rotierenden, spiralförmigen Bewegung, die ihren Anfang bei den Hauern des Ebers hat und sich nach außen ausbildet. Diese sich nach außen öffnende Spiral-Bewegung suggeriert Kraft und Wildheit. Aufgrund der Bewegungslinien im Nackenbereich ergibt sich zudem ein Eindruck von der Spannung in dieser Spirale.
Die Farben des Bildes unterstützen diese Bewegung, indem sie den gesamten Farbkreis beinhalten.

## Deutung
Franz Marc hat als einer der ersten Künstler einen neuen kreativen künstlerischen Ausdruck mit seinen Bildern geschaffen und das obwohl die gesellschaftlich kulturelle Auffassung als auch der offizielle Kunstbetrieb und Kunsthandel gegen seine Kunst war. Franz Marc wollte die Welt „mit den Augen der Tiere“ sehen.
Er hat „das Motiv, das er der Natur entnahm, einem strengen Formprinzip untergeordnet, weil er die große Alleinheit der Natur und des in ihr beheimateten Tieres darstellen wollte, um so das Walten der Ewigkeit als künstlerische Aussage zu gestalten. ...Da verwundert es auch nicht mehr, wenn uns zunächst fremd wirkende Farben entgegen leuchten. In solcher visionären Dichtung sind sie berechtigt. Formen und Farben werden zu Aussagemitteln einer geistig-malerischen“ Vorstellungswelt.

## Provenienz
- erster Vorbesitzer: Halle (Saale), Staatliche Galerie Moritzburg, Dauer 1924–1937,
- zweiter Vorbesitzer: Berlin, private Sammlung,
- dritter Vorbesitzer: Berlin, Handel, Galerie Gerd Rosen,
- vierter Vorbesitzer: Köln, Handel, Galerie Änne Abels,
- fünfter Vorbesitzer: Köln, private Sammlung, Autohaus Jakob Fleischhauer, Dauer bis 1954,
- vorhergehender Verwalter: Köln, Wallraf-Richartz-Museum & Fondation Corboud, Inventar-Nr. WRM 2955, Zugang Geschenk, 1954, Dauer 1954–1976.[3]